# BitShares
Bitshares（ビットシェアーズ）はビットコイン2.0プロジェクトの一つであり、主にビジネス分野での発展を主眼とした分散型金融プラットフォームの名称である。アメリカのプログラマーであるダニエル・ラリマーを中心に開発された。ブロックチェーンのツールキットにはGraphene（グラフィーン）が使用されている。
ブロックチェーン技術を用いた分散型自立企業（DAC）および分散型取引所（DEX）の構築や整備を目的としており、人や特定の主体の仲介を必要としないビジネスを回すためのシステムを構築している。主な分散型取引所の例として、CryptoBridge，OpenLedger，RuDEX，GDEXなどが挙げられる。

## 概要
世界初の分散型企業と言われるビットコインは特定の運営元を置くことなく、世界中への送金サービスを安価な手数料で提供している。Bitsharesはこの送金サービス以外にも様々な事業を人の手を介することなく稼働させている。独自の投票システムによって選ばれたwitnessと呼ばれるユーザーが取引承認を行っており、これはBitsharesを企業として見立てた場合、トランザクションの承認者をビットコインのように無差別に行わせると慢性的に報酬額が減っていく問題を改善するためである。
通貨システム
Bitsharesプラットフォーム内で流通する通貨にはいくつかの種類が規定されている。これらはプラットフォーム上で取引を行える。
DPOS(Delegated Proof of Stake)の発明
ラリマーはビットコインのマイニング（POW）は非効率であると主張し、POS（Proof of Stake）の発展系としてDPOSを開発。BTSの保有者による投票プロセスを経て20人前後の承認者（witness）を選出。選出された承認者がブロックの生成を行う。2013年12月8日にBitsharesの取引承認アルゴリズムとして初めて導入された。
BTS
Bitsharesプラットフォーム内での基軸通貨。取引手数料やブロック承認者への報酬として使用される。投票システムでは、全BTS保有者の保有量に応じて投票権が割り当てられる。
Graphene
スケーラビリティとパフォーマンスの問題解消のためにCryptonomex社によって開発されたブロックチェーン。100,000トランザクション/秒（tps）以上の処理が可能とされている。
Bitshares以外にSteem、Peerplaysにも採用されている。
SmartCoin
実物の資産や通貨の価格にペッグしている金融資産。bitBTCならBTC価格と、bitGoldなら金（ゴールド）の価格をトラッキングしていて、それらとリンクしている。他にもbitUSDやbitJPYなどの国ごとの法定通貨の価格をトラッキングしているものもある。
User-Issued Asset
ユーザーが発行できる独自通貨。発行した通貨はプラットフォーム上で即時取引を開始できる。

## 沿革
- 2013年
  - 6月：起業家ダニエル・ラリマーが、ブロックチェーン上の別のトークンによって裏付けされたトークンを使用して、金融/Bitcoin取引所を作成できることを発見。この概念をさまざまなインターネットフォーラムで議論しながら、イーサリアムとカルダノの共同設立者であるチャールズ・ホスキンソン（Charles Hoskinson）にアイデアを紹介。彼らは中国のBitcoin界の大物であるLi Xiaolaiに計画を提示し開発の資金提供を受ける。
  - 7月：Invictus Innovations社を設立。
  - 10月：ホスキンソンとラリマーがAtlanta Bitcoin ConferenceでBitSharesのコンセプトを発表。
- 2014年
  - 7月：サービスが正式にリリースされる。
- 2015年
  - 10月：ブロックチェーンにGrapheneが実装されたBitshares 2.0をリリース。あわせて、ラリマーが立ち上げたCryptonomex社が開発を引き継ぐ。
  - ドイツのBitShares Munich社が開発に参画。[6]
- 2016年
  - 3月：Microsoft Azureのサービスパッケージをプロジェクトで使用。[7]